# Melissa Harris-Perry
Pour les articles homonymes, voir Perry.
Melissa Harris-Perry, née le 2 octobre 1973, est une essayiste et commentatrice politique américaine. Elle anime le magazine politique télévisé éponyme, Melissa Harris-Perry, sur la chaîne d'information en continu MSNBC.

## Biographie
Melissa Victoria Harris est née à Seattle et a grandi dans les villes de Charlottesville et Chester dans l'État américain de Virginie. Elle est la benjamine d'une fratrie de cinq enfants.
Melissa Harris-Perry est professeur de science politique à l'université Tulane, à la Nouvelle-Orléans, en Louisiane. Elle a été maître de conférences en politique et études afro-américaines (African-American studies) à l'université de Princeton de 2006 à 2010, et a enseigné la science politique à l'université de Chicago de 1999 à 2005.
Le 1er juillet 2014, elle retourne à l'Université Wake Forest, où elle occupe la chaire présidentielle de politique et d'affaires internationales. Elle a fondé et dirige le Projet Anna J. Cooper ,.

## Essais
- Barbershops, Bibles, and BET: Everyday Talk and Black Political Thought (première édition), Princeton University Press, 1994,  (ISBN 978-0-691-11405-7).
- Sister Citizen: Shame, Stereotypes, and Black Women in America, Yale University Press, 2011,  (ISBN 978-0-300-16541-8).